# Март, Марсель
Марсель Март (люксемб. Marcel Mart; 10 мая 1927 года, Эш-сюр-Альзетт, Люксембург — 15 ноября 2019 года, Люксембург, Люксембург) — люксембургский государственный деятель, министр экономики, энергетики и транспорта (1969—1977 год), президент Европейской счётной палаты (1984—1989 год).

## Биография
Марсель Март родился в Эш-сюр-Альзетт 10 мая 1927 года. Он изучал право в Парижском университете и в университете Монпелье, который окончил в 1953 году. После университета он некоторое время занимался юридической практикой в Люксембурге. В 1955 году он стал бизнес-редактором Agence Europe, где проработал пять лет. С 1960 по 1964 год был представителем Европейского объединения угля и стали.
В 1969 году он был назначен министром экономики и министром энергетики и транспорта. Он был инициатором ограничения скорости, закона о ремнях безопасности и проверки на алкоголь при вождении транспортного средства. В 1973 году во время нефтяного кризиса он ввел воскресенье без автомобилей. Он также выступал за строительство атомной электростанции недалеко от небольшого городка Ремершен на юге страны.
В 1977 году после создания Европейской счётной палаты он подал в отставку с поста министра и стал представителем Люксембурга. 18 октября 1984 году он был избран президентом Европейской счётной палаты и занимал эту должность до 20 декабря 1989 года.
В 1989 году Март поступил на службу в королевский суд Люксембурга, а в 1990 году становится Гофмаршалом великого князя Жана. В 1993 году ушёл в отставку, но служил во дворце великого князя до 1996 года. В 1994 году он был президентом совета директоров международного выставочного агентства Люксембурга «Foire» (ныне LuxExpo).
15 ноября 2019 года Март умер.

## Примечание
1. 1 2  http://www.lessentiel.lu/fr/luxembourg/story/marcel-mart-ancien-ministre-de-l-economie-est-mort-25815989
2. ↑  https://paperjam.lu/article/ancien-ministre-marcel-mart-es
3. ↑  A closer look at an eventful political life: Former DP politician Marcel Mart passes away aged 92 (англ.). today.rtl.lu. Дата обращения: 8 февраля 2020. Архивировано 15 ноября 2019 года.
4. ↑  PeoplePill. About Marcel Mart: Luxembourgian politician - Biography and Life (англ.). peoplepill.com. Дата обращения: 8 февраля 2020.
5. 1 2  Death of Mr Marcel Mart. www.eca.europa.eu. Дата обращения: 8 февраля 2020. Архивировано 15 февраля 2020 года.